# Uamba
Uamba é uma vila e comuna angolana que se localiza na província de Uíge, pertencente ao município de Sanza Pombo.